# Het slechte pad
Het slechte pad (Engels:Career of Evil) is een detectiveroman geschreven door de Britse schrijfster J.K. Rowling, gepubliceerd op 20 oktober 2016 onder het pseudoniem Robert Galbraith.

## Plot
De zaken gaan goed voor Cormoran Strike. Doordat hij samen met Robin de moorden op Lula Laundry en Owen Quine heeft opgelost, heeft het detectivebureau meer klanten dan ooit. Maar wanneer het kantoor een onderbeen van een vrouw met de post ontvangt, gaat het snel bergafwaarts met het bureau. Strike beseft meteen dat de persoon die hen het been heeft opgestuurd, een kwelgeest uit zijn verleden is. Maar liefst 4 personen uit zijn verleden komen in aanmerking om deze verknipte moordenaar te zijn. In een race tegen de klok proberen Strike en Robin de moordenaar te ontmaskeren, voordat hij zijn ultieme slachtoffer te pakken krijgt...